# Film hongkonghesi proposti per l'Oscar al miglior film straniero
Nel corso degli anni, Hong Kong ha proposto diversi film all'Academy of Motion Picture Arts and Sciences perché fossero candidati al premio Oscar al miglior film internazionale, precedentemente noto come miglior film straniero.
Dal 1960 ad oggi, tre film hongkonghesi hanno ricevuto la nomination, Lanterne rosse nel 1992, Addio mia concubina nel 1994 e Shàonián de nǐ nel 2021, nonostante fossero tutti diretti da registi della Cina continentale (rispettivamente Zhang Yimou, Chen Kaige e Derek Tsang).
| Anno | Film                                                      | Regia                  | Risultato     |
| ---- | --------------------------------------------------------- | ---------------------- | ------------- |
| 1960 | Yǔguò tiān qīng                                           | Yueh Feng              | Non candidato |
| 1961 | The Enchanting Shadow (Qiànnǚ yōuhún)                     | Li Han-hsiang          | Non candidato |
| 1964 | Liáng Shānbó yǔ Zhù Yīngtái                               | Li Han-hsiang          | Non candidato |
| 1965 | Gù dōu chūnmèng                                           | registi vari           | Non candidato |
| 1967 | Le implacabili lame di rondine d'oro (Dà zuì xiá)         | Hu Jinquan             | Non candidato |
| 1970 | Dǒng fūrén                                                | Tang Shu-shuen         | Non candidato |
| 1977 | Yíng tái qì xuè                                           | Li Han-hsiang          | Non candidato |
| 1980 | Pioggia opportuna sulla montagna vuota (Kōngshān líng yǔ) | Hu Jinquan             | Non candidato |
| 1985 | Sì shuǐ liúnián                                           | Yim Ho                 | Non candidato |
| 1990 | Qī xiǎofú                                                 | Alex Law               | Non candidato |
| 1991 | Bā liǎng jīn                                              | Mabel Cheung           | Non candidato |
| 1992 | Lanterne rosse (Dà hóng dēnglong gāogāo guà)              | Zhang Yimou            | Candidato     |
| 1994 | Addio mia concubina (Bàwáng bié jī)                       | Chen Kaige             | Candidato     |
| 1995 | Tiānguó nìzǐ                                              | Yim Ho                 | Non candidato |
| 1996 | Nǚrén sìshí                                               | Ann Hui                | Non candidato |
| 1997 | Hu-Du-Men                                                 | Shu Kei                | Non candidato |
| 1999 | Made in Hong Kong (Xiāng Gǎng zhì zào)                    | Fruit Chan             | Non candidato |
| 2000 | Qiānyán wàn yǔ                                            | Ann Hui                | Non candidato |
| 2001 | In the Mood for Love (Huāyàng niánhuá)                    | Wong Kar-wai           | Non candidato |
| 2002 | Quánzhí shāshǒu                                           | Johnnie To, Wai Ka-Fai | Squalificato  |
| 2003 | Tiān Mài Chuánqí                                          | Peter Pau              | Non candidato |
| 2004 | Infernal Affairs (Wújiàn dào)                             | Andrew Lau, Alan Mak   | Non candidato |
| 2005 | Dà zhī lǎo                                                | Johnnie To, Wai Ka-Fai | Non candidato |
| 2006 | Rúguǒ·ài                                                  | Peter Chan             | Non candidato |
| 2007 | The Banquet (Yèyàn)                                       | Feng Xiaogang          | Non candidato |
| 2008 | Exiled (Fàng‧zhú)                                         | Johnnie To             | Non candidato |
| 2009 | Huàpí                                                     | Gordon Chan            | Non candidato |
| 2010 | Prince of Tears (Lèi wángzǐ)                              | Yonfan                 | Non candidato |
| 2011 | Suìyuè shéntō                                             | Alex Law               | Non candidato |
| 2012 | A Simple Life (Táo jiě)                                   | Ann Hui                | Non candidato |
| 2013 | Life Without Principle (Duó mìng jīn)                     | Johnnie To             | Non candidato |
| 2014 | The Grandmaster (Yīdài zōngshī)                           | Wong Kar-wai           | Short-list    |
| 2015 | Huángjīn shídài                                           | Ann Hui                | Non candidato |
| 2016 | Pòfēng                                                    | Dante Lam              | Non candidato |
| 2017 | Tà xuè xún méi                                            | Philip Yung            | Non candidato |
| 2018 | Niàn wúmíng                                               | Wong Chun              | Non candidato |
| 2019 | Operation Red Sea (Hónghǎi xíngdòng)                      | Dante Lam              | Non candidato |
| 2020 | Sǎo dú 2: Tiāndì duìjué                                   | Herman Yau             | Non candidato |
| 2021 | Shàonián de nǐ                                            | Derek Tsang            | Candidato     |

| Non candidato | Il film è stato proposto da Hong Kong, ma non è stato candidato dall'Academy of Motion Picture Arts and Sciences.                 |
| Short-list    | Il film è entrato nella "short-list" stilata a gennaio dei nove candidati per l'Oscar al miglior film straniero o internazionale. |
| Candidato     | Il film è entrato a far parte dei cinque candidati per l'Oscar al miglior film straniero o internazionale.                        |
| Vincitore     | Il film ha vinto l'Oscar al miglior film straniero o internazionale.                                                              |